# Riječni rak
Riječni rak (lat. Astacus astacus) je jedna od četiri autohtone vrste slatkovodnih deseteronožnih rakova iz porodice Astacidae koja nastanjuje hrvatske rijeke i jezera. U Hrvatskoj ga još nazivaju plemeniti rak.

## Opis
S leđne je strane obično tamnosmeđe, maslinasto zelene do crne, a ponekad plavičaste ili crvenkaste boje. Trbušna strana je zeleno-smeđe boje. Površina tijela prekrivena je čvrstim oklopom, pa kao ni morski tako ni riječni rakovi ne mogu stalno rasti, nego u toplije doba godine presvlače oklop odbacujući stari. Dok su mekani, rastu u duljinu pa ponovno izgrade novi čvrsti oklop. Tom prigodom jedu stari oklop i koriste njegove minerale. Vrh glave riječnog raka produljen je u šiljak, a glava je srasla s prsima u glavopršnjak iza kojeg se nalazi zadak. Na prsnom dijelu tijela imaju pet pari nogu koje služe za hodanje, a prvi par čine velika i široka kliješta. Kliješta mužjaka uvijek su veća nego u ženki.

## Rasprostranjenost
Obitava u slatkim vodama od Francuske preko Srednje do Jugoistočne Europe. Može ga se naći i na Britanskom otočju, Skandinaviji i zapadnim dijelovima Rusije.
Riječni je rak visoko cijenjena konzumna vrsta, pa je stoga često prenošen i izvan prirodnoga areala, tako da je danas prisutan u: Austriji, Belgiji, Bjelorusiji, Bugarskoj, Crnoj Gori, Češkoj, Danskoj, Estoniji, Finskoj, Francuskoj, Grčkoj, Hrvatskoj, Italiji, na Kosovu, Latviji, Litvi, Mađarskoj, Sj. Makedoniji, Moldaviji, Nizozemskoj, Norveškoj, Njemačkoj, Poljskoj, Rumunjskoj, Rusiji, Slovačkoj, Sloveniji, Srbiji, Švedskoj, Švicarskoj, Ukrajini i Velikoj Britaniji.
U Hrvatskoj je riječni rak autohtona vrsta slatkovodnih deseteronožnih rakova a nastanjuje rijeke kontinentske Hrvatske, poglavito savskog i dravskog slijeva. Uneseni su i u pojedine rijeke jadranskoga slijeva.

## Način života i ishrana
Rakovi ove vrste su noćne životinje koje žive na dnu, nisu pretjerano teritorijalni, ali iskazuju agresiju u slučajevima kada im je prostor ograničen. Riječni rak često i u velikom broju ugiba od račje kuge koju su donijele neke strane vrste rakova. Osim toga, neke američke vrste su agresivnije od autohtonih europskih vrsta, pa ih u borbi za prostor i hranu potiskuju iz njihovih staništa, a kako brzo rastu i razmnožavaju se, gotovo ih je nemoguće nadzirati. Zbog navedenog je riječni rak u Hrvatskoj u potpunosti zaštićen zakonom, pa je u skladu s tim njegov lov zabranjen.

## Ostalo
- Hrvatska pošta izdala je u sklopu niza Hrvatska fauna poštansku markicu s njegovim likom.[3]

## Vanjske poveznice
|  | Zajednički poslužitelj ima još gradiva o temi Riječni rak |
|  | Wikivrste imaju podatke o taksonu Riječni rak             |